# Olivella japonica
Olivella japonica là một loài ốc biển cỡ nhỏ, là động vật thân mềm chân bụng sống ở biển thuộc họ Olivellidae, họ ốc ôliu nhỏ.
Loài này được phát hiện vào năm 1910.

## Phân bố
Loài này phân bố ở vùng biển Nhật Bản.